# Huib Ernste
Huib Ernste (Doorn, 23 augustus 1957) is een Nederlands sociaal-geograaf.

## Biografie
Ernste studeerde sociale en economische geografie in Groningen, Bern en Zürich. Hij promoveerde aan de Technische Universiteit Zürich (ETH) en was gasthoogleraar aan de universiteiten van Utrecht, Salzburg, Los Angeles (UCLA), Münster en Zürich (UZH). Daarnaast was hij Senior Fellow aan het Collegium Helveticum van de ETH Zürich. Vanaf 2001 was hij hoogleraar geografie, planologie en milieu aan de Radboud Universiteit Nijmegen, waar hij meer dan twintig jaar hoofd was van de vakgroep Sociale Geografie. Zijn beleid als hoofd van de vakgroep was erop gericht het wetenschappelijk elan te stimuleren en een praktisch relevante en kritische benadering in de geografie te propageren. In tegenstelling tot de in die jaren in het Nederlandse wetenschapsbeleid steeds dominanter wordende individuele ‘excellentie’criteria en individuele afrekencultuur, vervolgde hij juist het meer team-georienteerde beleid om een uitdagend en inspirerend wetenschappelijk klimaat voor de leden van de vakgroep te creëren, en aan vernieuwing van het onderwijs te werken, om zo het beste uit, wat men tegenwoordig als ‘slow science’ beschrijft, te halen. Onderdeel van dat beleid was voor Ernste ook de aansluiting bij het toen actuele debat aan het onderzoeksfront. In die zin was hij ook initiatiefnemer en langdurig organisator van de Alexander von Humboldt Lectures aan de Radboud Universiteit om van de Nijmeegse geografie een 'obligatory passage point' voor topwetenschappers op het gebied van de sociale geografie te maken.
Zijn eigen publicaties richten zich vooral op de sociaal-theoretische fundamenten van de sociale geografie en op zowel statistische als kwalitatieve onderzoeksmethoden (online-publicatie). Zijn recente onderzoek richt zich met name op de affectieve betekenis van stedelijke ruimte.
In 2024 werd hij emeritus en is hij als permanente gasthoogleraar verbonden aan het geografisch instituut van de Universiteit Zürich (UZH).